# غزنرة جامايكية
غزنرة جامايكية (الاسم العلمي:Gesneria jamaicensis) هي نوع من النباتات تتبع جنس الغزنرة من الفصيلة الغزنرية.